# Имнадзе, Акакий (футболист)
Акакий Имнадзе — советский футболист.
Дебютировал в высшей лиге в 1938 году в составе клуба «Локомотив» Тбилиси, за который сыграл 11 матчей и отметился двумя голами в ворота «Зенита» и одесского «Динамо». В 1939 году выступал в первой лиге за «Динамо» Батуми (13 матчей, 3 гола) и «Динамо» Казань, где сыграл один матч. В 1940 году вернулся в «Локомотив», в составе которого провёл ещё 4 матча и забил гол в высшей лиге. Дальнейшая судьба неизвестна.